# 白鳥庫吉

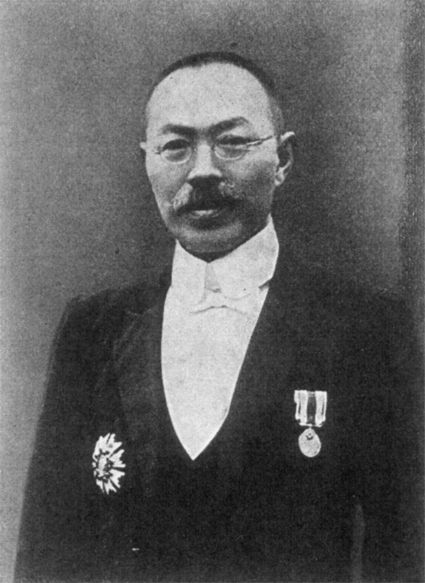
白鳥庫吉

白鳥庫吉（日语：／ Shiratori Kurakichi、1865年3月1日—1942年3月30日）、日本東洋史学者、文学博士。東京帝國大學（現東京大学）教授、帝国学士院会員、東洋文庫理事長。白鸟库吉曾发表《堯舜禹抹殺論》，在日本历史学界掀起轩然大波，拉开了日本疑古史学的大幕。

## 生平
白鸟库吉1865年出生于日本上總國長柄郡長谷村（現・千葉縣茂原市），家中以务农为生。父親為白鳥嘉一郎、本名白鳥倉吉。是外交官、政治家白鳥敏夫之甥。
白鳥庫吉中學就讀千葉中学、一高，1886年自東京帝国大学文科大学史学科（今東京大学）畢業。
白鳥庫吉曾任職於學習院大學、東京大學等，並組織成立「亞細亞學會」、「東洋協會」、「滿鮮歷史地理調查室」等學術機構。

## 學術觀點
師從那珂通世，弟子有津田左右吉、榎一雄等人。
白鳥庫吉主張邪馬台國北九州説。
白鳥庫吉提出“堯舜禹抹殺論”宣稱堯、舜、禹是春秋戰國以後創造出來的，是虛構人物，震驚日本漢學界。

白鳥庫吉認為日本的東洋史如要與國際學術接軌，就需要先在未知領域取得開拓性成果，所以就當時歐美人主要的學術成果在中國、蒙古、中亞等地域來看，滿州與朝鮮地域的研究是值得耕耘的。
當時歐美人對於東洋方面的研究，多以中國、蒙古、中亞為主，並在上述領域逐漸成為權威，面對此一事實，幸虧滿州與朝鮮尚未落入其手。可以說此領域尚未有人進行開拓，所以歐美人無法進行的滿州、朝鮮的歷史地理研究，必須由日本人來進行。

## 著書
- 『白鳥庫吉全集』（全10巻）、岩波書店、1969年 - 1971年。
  - 1・2巻：日本上代史研究、3巻：朝鮮史研究、4、5巻：塞外民族史研究、6、7巻：西域史研究、8、9巻：アジア史論、10巻：雑纂ほか。

「西域史研究」、「朝鮮史研究」、「塞外民族史研究」単行新版刊行。
- 『日本歷史 昭和天皇の教科書』（上下） 勉誠文庫：勉誠出版、2000年。
- 『国史 昭和天皇の歴史教科書 口語訳』 出雲井晶訳、講談社、2004年。

### 回想
- 『東方学回想 I 先学を語る〈1〉』刀水書房、2000年、座談会での関係者の回想・年譜書誌を収録。